# لوكهيد إس آر-71 بلاك بيرد
لوكهيد إس آر-71 بلاك بيرد (بالإنجليزية: Lockheed SR-71)‏ تلقب بالطائر الأسود (بالإنجليزية: Blackbird)‏ هي طائرة استطلاع بعيدة المدى من إنتاج شركة لوكهيد الأمريكية، يمكن للإس آر-71 الطيران على ارتفاع 24,000 متر بسرعة 3,530 كيلومتر بالساعة مما يجعلها خارج نطاق عمل الصواريخ الأرضية المضادة الطائرات وأكثر سرعة من الطائرات المقاتلة وصممت الطائرة السوفييتية ميج 25 لاعتراضها ومضاهاة سرعتها الفائقة أثناءفترة الحرب الباردة . طورت من الطائرة لوكهيد إيه-12.
واثناء الحرب الباردة قام سلاح الجو الأميركي بتشغيل اسرع طائرة في العالم وهي الطائرة» لوكهيد اس آر- 71 بلاك بيرد «وفيما يلي نورد ما ذكره الكولونيل ريتش غراهام لاذاعة ال¯» بي بي سي «عن هذه الطائرة ذات الصفات المميزة.
تنفرد الطائرة» بلاك بيرد «بقدرتها على الطيران إلى أقصى ارتفاع ممكن في الفضاء إلى الحد الذي يمكنها من تحدي الجاذبية الارضية، وفي مثل هذا الارتفاع الشاهق لا تستطيع الطائرات الأخرى الاستمرار في التحليق والطيران بسبب عدم وجود هواء وهنا من الطبيعي ايضاً ان يسخن جسم الطائرة وترتفع درجة حرارته اثناء الطيران ومع هذا يمكن لهذه الطائرة ان تنطلق بسرعة تفوق سرعة الصواريخ التي تطلق عليها لاسقاطها.
الطائرة من صنع شركة «لوكهيد سكانك ويركس» ضمن مشروع سري يتعلق بصنع أكثر طائرات العالم تطوراً وسرعة وتم تصميمها عقب سقوط طائرة التجسس»u-2 Spyplane«فوق الاتحاد السوفياتي عام 1960, وكان من المعتقد ان تلك الطائرة ستحلق إلى اعلى مستوى ممكن بحيث لا يمكن اسقاطها، ولهذا تقرر ان تكون الطائرة بلاك بيرد أكثر سرعة وقدرة على الارتفاع لاعلى، وان تصل سرعتها إلى 3.3 ماخ، وبهذه الطريقة تصبح اسرع من أي صاروخ يطلق عليها.
ومنذ تاريخ انتاجها عام 1966 حتى قيامها باخر مهمة لها عام 1989 قامت الطائرة "لوكهيد اس آر - 71 بلاك بيرد «بآلاف المهام حول الكرة الارضية حيث صورت المواقع العسكرية في كل مكان من الصين إلى مصر ومن الدائرة القطبية الشمالية حتى كوريا الشمالية.
وقام العقيد ريتش غراهام بقيادة الطائرة بلاك بيرد من عام 1974 حتى منتصف الثمانينات من القرن الماضي وقام بهذا العمل كطيار يؤدي المهام المطلوبة ثم كمدرب وبعد ذلك تولى قيادة اسراب طائرات» البلاك بيرد «في كاليفورنيا ثم في ما «يلندهول» بالمملكة المتحدة ثم في «كادنيا» بجزيرة اوكيناوا اليابانية، والف غراهام بعض الكتب عن الطائرات الأسرع من الصوت وبالذات الطائرة بلاك بيرد الأولى في هذا المجال، وخص غراهام القناة (BBC Future) بالحديث الصريح عن هذه الطائرة.